# John Browne (4e marquis de Sligo)
Pour les articles homonymes, voir John Browne (homonymie).
John Thomas Browne, 4e marquis de Sligo (10 septembre 1824 - 30 décembre 1903), est un homme politique et militaire britannique et irlandais.

## Biographie
John Browne est député libéral de la circonscription Mayo en Irlande de 1857 à 1868. Il sert également comme officier de la Royal Navy auparavant.
En 1896, John Browne devient marquis de Sligo à la suite du décès de son frère aîné, George Browne, 3e marquis de Sligo. Il hérite également de quelque 114 900 acres (464,983802658 km2) de terres et le siège familial à Westport House. Il meurt célibataire et est remplacé par son frère, Henry Browne, 5e marquis de Sligo.

## Distinctions

### Décorations
- Médaille du jubilé d'or de Victoria (21 juin 1887)
- Médaille du jubilé de diamant de Victoria (20 juin 1897)
- Médaille du couronnement du roi Édouard VII (26 juin 1902)